# Isacco Levi
Isacco Levi (Barge, 1º luglio 1924 – Moretta, 9 settembre 2019) è stato un partigiano italiano.

## Biografia
La famiglia, commercianti ebrei da generazioni, gestiva banchi ambulanti nelle piazze della provincia di Cuneo, e venne fortemente ostacolata dal fascismo di Saluzzo negli anni della seconda guerra mondiale, prima dell'arresto e dell'internamento nel campo raccolta di Don Viale a Borgo San Dalmazzo.
Fu comandante partigiano nel distaccamento Squadra volante della 181ª Brigata Garibaldi Mario Morbiducci XI Divisione Saluzzo, scelse la montagna e la valle Varaita l'8 settembre 1943 ed evitò così la deportazione nazista che colpì invece i tredici membri della sua famiglia nel lager di Auschwitz.

Nel periodo della resistenza partecipò a numerose azioni, spostandosi spesso nella pianura cuneese per recuperare le provviste per il nucleo partigiano; nell'inverno 1944 si rifugiò per alcuni mesi in una grotta nel comune di Rossana assieme a suoi compagni. La nonna, Anna Segre Levi, venne rinchiusa nelle carceri nuove a Torino con la staffetta della brigata, poi diventata scrittrice, Lidia Beccaria Rolfi.
Membro dell'Associazione Nazionale Partigiani di Verzuolo, militò nella brigata garibaldina sino al 27 aprile 1945 quando Cuneo e Saluzzo vennero liberate e visse a Saluzzo sino al 1948. Sposatosi, si trasferì a Moretta e proseguì nelle scuole l'opera di divulgazione della memoria e del dramma del nazismo.
Nel maggio 2005 l'avvocato Alessio Ghisolfi che è autore del saggio che ne raccoglie le memorie è stato ricevuto in udienza privata al Quirinale dal Presidente della Repubblica Carlo Azeglio Ciampi durante la festa dell'Europa con il protagonista Isacco Levi.
In occasione della celebrazione della Giornata della Memoria del gennaio 2009 è stato invitato da Presidente della Repubblica Giorgio Napolitano al Quirinale.

È nel salone dei corazzieri del Quirinale che ha consegnato al Capo dello Stato il Collare della Memoria, ritirato ad Auschwitz col Treno della Memoria e personalizzato con il nome Giorgio Napolitano.

Il Capo dello Stato ha apprezzato e ha indossato il collare in segno di rispetto per l'iniziativa.
Sempre in tale occasione ha incontrato l'avvocato romano Renzo Gattegna, Presidente delle Unioni Comunità Ebraiche Italiane.
Nel gennaio 2010 è stato insignito della cittadinanza onoraria di Rossana, centro della valle Varaita in cui Levi trascorse l'inverno in una caverna vicino alla cava del paese. Tutti conoscevano il luogo dove era rifugiato ma nessuno lo tradì.
Messaggio di congratulazioni a Levi dalla Presidenza della Provincia di Cuneo.
Nel gennaio 2011 è stato insignito del titolo di Custode della Memoria dal Comune di Magliano Alpi (CN). La cerimonia si è svolta di fronte alle scuole elementari e la targa è stata consegnata a nome della popolazione dal sindaco Marco Bailo.

## Rifiuto di un risarcimento da parte tedesca
Nel 2005 la Claims Conference di Berlino gli ha comunicato che non ha diritto ai risarcimenti previsti per la persecuzione subita, perché è stato membro della Resistenza italiana. L'incredibile dichiarazione è stata trasmessa dall'avvocato Alessio Ghisolfi, nel dicembre 2007, al Presidente della Repubblica Giorgio Napolitano che, di concerto con il Ministro degli Esteri Massimo D'Alema, del secondo governo Prodi, ha inviato per la valutazione di un riesame della questione il materiale all'ambasciatore italiano a Berlino (documentazione ufficiale in possesso di Levi).
Nessuna ipotesi, al momento, sembrerebbe restituire a Levi quello che gli è stato tolto dalla Germania nazista in termini di risarcimento. Nel luglio del 2007 il quotidiano La Repubblica ha pubblicato un articolo di Massimo Novelli in cui Isacco Levi ha lanciato un appello affinché si possano rintracciare testimoni superstiti della strage della famiglia ad Auschwitz o testimoni che abbiano condiviso la deportazione e l'internamento nel lager nazista. Un canale apertosi precedentemente ha portato Levi a conoscere per via epistolare Miriam Bemporad, ex fidanzata del fratello Lelio, deportato ad Auschwitz.

## Iniziative didattiche
Impegnato in numerosi istituti scolastici italiani, nel gennaio 2008 è stato ospite del Treno della Memoria con la Regione Piemonte in un viaggio studio ad Auschwitz dove ha potuto pregare per la sua famiglia al monumento che ricorda i moltissimi ebrei trucidati nel lager.
Nel maggio del 2008 è stato ospite del liceo Giuseppe Garibaldi di Napoli e dell'Istituto tecnico "Leonardo da Vinci" dove gli è stata consegnata la medaglia commemorativa del centenario dalla fondazione dell'Istituto scolastico portando la sua testimonianza ai ragazzi nell'ambito del laboratorio didattico realizzato dalla professoressa Maria Astarita di Napoli.
Interventi e partecipazioni degli anni passati che ha tenuto con l'avvocato Alessio Ghisolfi del Foro di Cuneo:
- Pinerolo gennaio 2013 - scuola Filippo Brignone.
- Moretta aprile 2005 - con autorità comunali, membri delle associazioni e lettori.
- Cardè maggio 2005 - con i lettori della biblioteca.
- Cuneo Costituzione e Democrazia (maggio 2005) - con Gian Carlo Caselli, procuratore generale presso la Corte di Appello di Torino.
- Saluzzo - intervento alla festa della Repubblica 2 giugno 2005 - con il sindaco della città Paolo Allemanno.
- Brossasco - giugno 2005 - con autorità comunali.
- Manta di Saluzzo - luglio 2005 - con autorità comunali e lettori della biblioteca.
- Sampeyre - agosto 2005 - con autorità comunali e lettori del circolo della biblioteca.
- Rossana - agosto 2005 - con autorità comunali.
- Forno Canavese - celebrazioni- settembre 2005 con le scuole medie superiori.
- Boves - Città del dialogo - settembre 2005 – con i lettori della biblioteca.
- Torino - L'olocausto non è una favola - con don Romolo Chiabrando, il prof. Danilo Chiabrando e l'on. Sergio Chiamparino.

. Savigliano (Teatro Milanello) -  con l'on. Sergio Soave, autorità comunali e lettori.
- Polonghera - Sabato di lettura con i lettori e le scuole (gennaio 2006)
- Verzuolo - gennaio 2006 Con anziani dell'Unitre.
- Peveragno "Dal diritto di resistenza ai diritti della resistenza" gennaio 2006 - con il prof. Livio Berardo, il prof. Danilo Chiabrando, il prof. Beppe Ghisolfi, don Benevelli e il presidente della Comunità montana Dho.
- Torino (Biblioteca Artom Tempio Ebraico)- con il presidente della Comunità ebraica di Torino (rivista Ha Keillah).
- Costigliole di Saluzzo (Giornata della memoria) - con lettori e scuole.
- Cherasco (febbraio 2006) - con i lettori e i membri delle associazioni.
- Centallo (Associazione Centallo Viva) - con il prof. Livio Berardo e il prof. Danilo Chiabrando
- Busca - cerimonie per conferimento medaglia d'argento. Con il dirigente scolastico prof. Perassi e il sindaco Luca Gosso.
- Fossano (Castello Acaja) - con autorità comunali in occasione del 25 aprile 2006.
- Barge - celebrazioni liberazione di aprile 2006 (con autorità comunali).
- Mondovì - Un libro al mese – con on. Raffaele Costa, Livio Berardo, prof. Danilo Chiabrando e l'assessore alla cultura Ezio Tino.
- Rocca de' Baldi (Incontro sulla lettura storica) - con la prof.ssa Anna Maria Massimino e il centro culturale "Don Franco Mattalia" di Crava, con consegna della pergamena di riconoscimento della sua attività didattica (giugno 2007).
- Auschwitz (Treno della Memoria 2009) - con partenza da Torino e visita al lager. Iniziativa della Regione Piemonte, con studenti delle scuole superiori.
- Roma (Palazzo del Quirinale) partecipazione alla orazione ufficiale della Giornata della Memoria alla presenza del Presidente della Repubblica Giorgio Napolitano (27 gennaio 2009).
- Cavour - Intervento con i lettori e le autorità comunali per la Giornata della Memoria (27 gennaio 2009).
- Bagheria (PA) - Giorno della Memoria in aula consiliare e in istituti scolastici della città (28-29-30 gennaio 2009).

## Opere
- Alessio Ghisolfi e Isacco Levi, I Levi di via Spielberg. Isacco Levi tra Fascismo e Nazismo, Prefazione del Procuratore Generale di Torino Gian Carlo Caselli, Edizioni Clavilux, 2005 - 2007

### Video e interviste televisive
- Clara Vercelli e Rosanna Caracciolo - Intervista davanti all'ingresso delle Carceri Nuove in occasione dell'8 settembre per telegiornale Telestudio - in onda il 2-8-9 settembre 2007 e inserto in trasmissione Estate con noi della emittente Telestudioin onda il 14 settembre 2007.
- Clara Vercelli e Rosanna Caracciolo - Intervista per telegiornale Telestudio - in occasione della Giornata della Memoria, gennaio 2008
- Mediaset TG5 Canale 5 - 28 febbraio ore 13.00 Indignato speciale di Andrea Pamparana con Beppe Gandolfo e Alessio Ghisolfi.
- Ricomincio da qui partecipazione al programma condotto da Alda D'Eusanio in onda nel 2008 nel pomeriggio su Raidue